# Lockheed A-12
Lockheed A-12 là một loại máy bay trinh sát tầng cao, tốc độ cao được thiết kế cho Cơ quan Tình báo Trung ương Hoa Kỳ (CIA) bởi nhà thiết kế nổi tiếng Lockheed Clarence "Kelly" Johnson tại Skunk works. A-12 được sản xuất từ năm 1962 đến 1964 và hoạt động từ năm 1963 đến năm 1968. Mẫu một chỗ bay thử lần đầu vào tháng 4 năm 1962. Đây là loại máy bay tiền thân của mẫu thử máy bay tiêm kích đánh chặn hai chỗ YF-12 và máy bay trinh sát nổi tiếng SR-71 Blackbird của không quân Hoa Kỳ. Nhiệm vụ cuối cùng của A-12 là vào tháng 5 năm 1968. Và các máy bay còn lại loại biên vào tháng sáu cùng năm. Được giữ bí mật trong khoảng 40 năm, chương trình A-12 mới chính thức được giải mã vào năm 2007.

### Biến thể huấn luyện

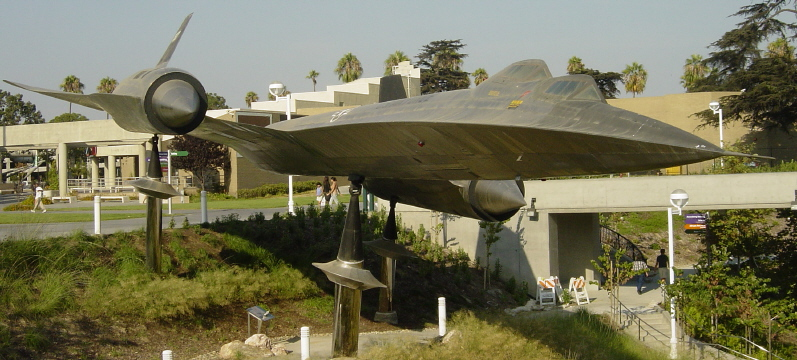
Chiếc A-12 huấn luyện hai chỗ duy nhất được chế tạo có biệt danh "Titanium Goose". Hiện đang trưng bày tại Trung tâm Khoa học California.

### M-21

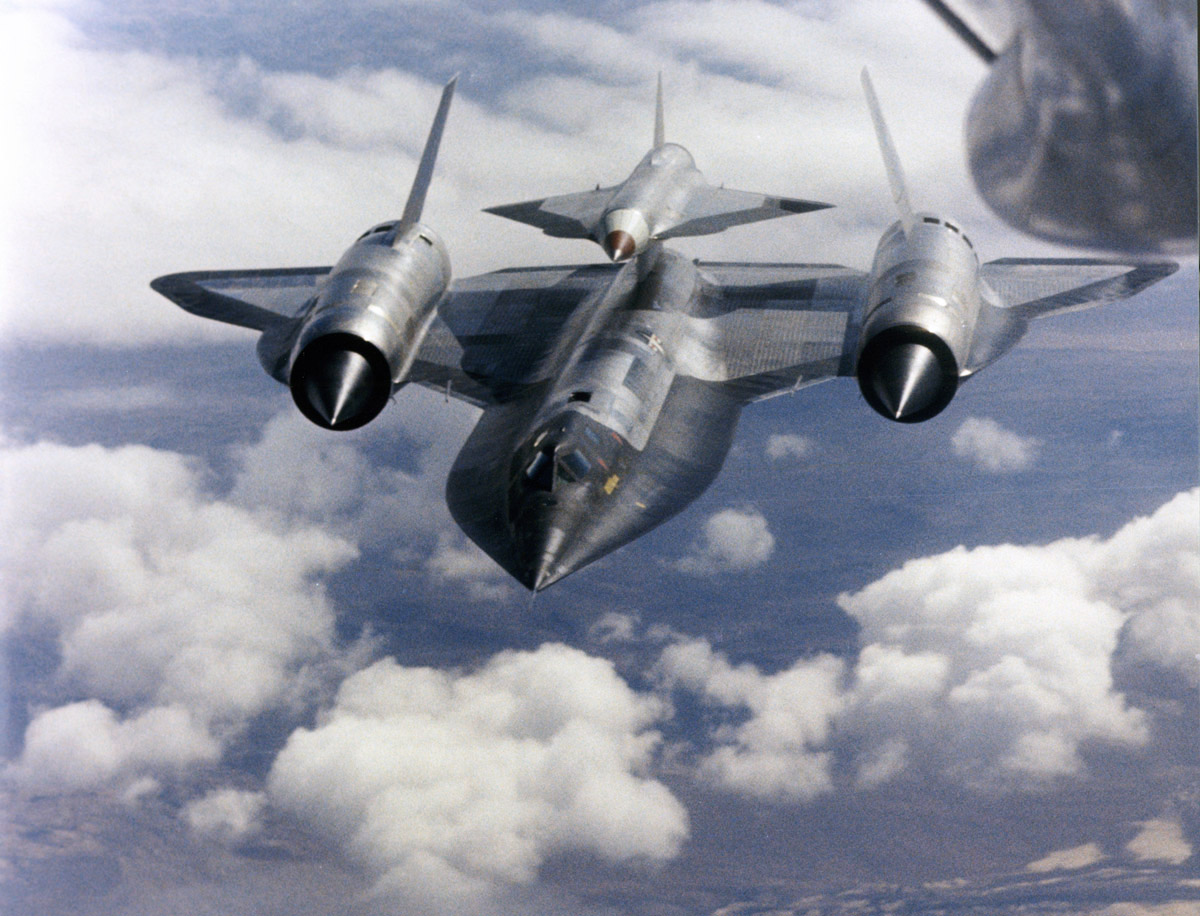
M-21 mang D-21

## Tính năng kỹ chiến thuật (A-12)
Dữ liệu lấy từ A-12 Utility Flight Manual, Pace
Đặc điểm tổng quát
- Tổ lái: 1 (2 với phiên bản huấn luyện)
- Chiều dài: 101,6 ft (30,97 m)
- Sải cánh: 55,62 ft (16,95 m)
- Chiều cao: 18,45 ft (5,62 m)
- Diện tích cánh: 1.795 ft² (170 m²)
- Trọng lượng rỗng: 54.600 lb (24.800 kg)
- Trọng lượng có tải: 124.600 lb (56.500 kg)
- Động cơ: 2 × Pratt & Whitney J58-1 kiểu động cơ tuabin phản lực có chế độ đốt tăng lực, 32.500 lbf (144 kN) mỗi chiếc
- Tải trọng: 2.500 lb (1.100 kg) cảm biến trinh sát

 Hiệu suất bay 
- Vận tốc cực đại: Mach 3,35 (2.210 mph, 3.560 km/h) trên độ cao 75.000 ft (23.000 m)
- Tầm bay: 2.200 nmi (2.500 mi, 4.000 km)
- Trần bay: 95.000 ft (29.000 m)
- Vận tốc leo cao: 11.800 ft/phút (60 m/s)
- Tải trên cánh: 65 lb/ft² (320 kg/m²)
- Lực đẩy/trọng lượng: 0,56